# 王友輝
王友輝（1960年—），台灣演員、導演、劇作家、戲劇研究者。於台北市萬華區出生，曾為國立台南大學戲劇研究所（現戲劇創作與應用學系碩士班）專任副教授、國立台灣大學戲劇學系戲劇學研究所兼任副教授、國立台東大學兒童文學研究所專任教授退休。
1. ↑  .   [2015-05-25]. （原始内容存档于2015-05-25）.
2. ↑  . ice.nttu.edu.tw.   [2023-11-27]. （原始内容存档于2023-11-27） （中文（臺灣））.

台北市中國文化大學戲劇學系影劇組學士（1982年），與蔡明亮同班。
1993年，取得國立藝術學院（現國立台北藝術大學）戲劇學研究所戲劇創作組碩士學位。
曾在國立藝術學院戲劇學系專任講師、政治作戰學校藝術系影劇組專任副教授兼組主任。
2016年曾是台東均一實驗高級中學表演藝術課的導師。

## 作品
編導作品主要是話劇，其次是音樂劇與影視。
歌仔戲編劇作品有：
《范蠡獻西施》
- 朱蔚嘉音樂設計
- 柯銘峰主弦
- 黃建銘打鼓
- 劉光桐導演

《玉石變》
- 柯銘峰音樂設計、主弦
- 柳信男打鼓
- 曹復永導演

## 外部連結
- 王友輝老師 （页面存档备份，存于）

1. ↑  .   [2015-05-25]. （原始内容存档于2015-08-31）.